# Gottfried Heinisch
Gottfried Heinisch (* 27. Oktober 1938; † 19. September 2019) war ein österreichischer pharmazeutischer Chemiker.

## Leben
Gottfried Heinisch studierte an der Universität Wien Pharmazie und promovierte 1968. Im Jahr 1975 habilitierte er im Bereich der Pharmazeutischen Chemie. 1978 wurde er assoziierter Professor am Institut für Pharmazeutische Chemie der Universität Wien, ehe er 1991 ordentlicher Professor an der Universität Innsbruck wurde. Im Jahr 1998 ging er in den Ruhestand. Die Semmelweis-Universität verlieh ihm 2001 die Ehrendoktorwürde. Heinisch war an der Gründung der Österreichischen Pharmazeutischen Gesellschaft im Jahr 1979 beteiligt und war auch Vorsitzender der Gesellschaft. Sein Forschungsschwerpunkt war die Chemie von Pyridazin.

## Werke
- Gottfried Heinisch, Hannelore Frank: Arzneistoff-Identifizierung. Ein Analysenschema für Unterricht und pharmazeutische Praxis. Georg Thieme Verlag, 1990, ISBN 978-3-13-699001-8.